# Johanna-Tesch-Platz (metrostation)
Johanna-Tesch-Platz is een bovengrondse station van U-Bahn in Frankfurt am Main langs de U-Bahn-lijn U7 gelegen in het stadsdeel Riederwald.

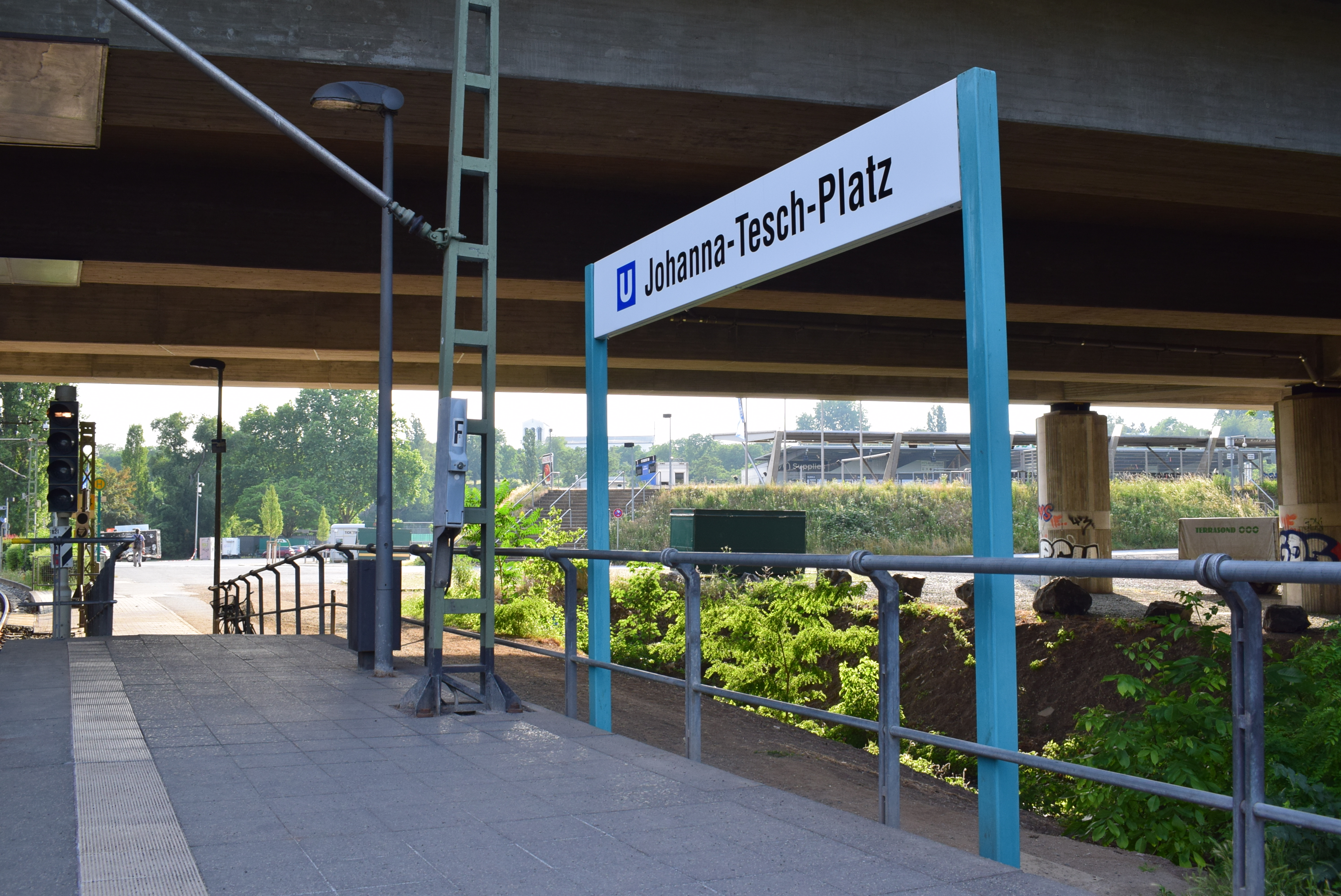
Johanna-Tesch-Platz, stationsnaambord op het perron.

## Ligging
Het bovengrondse station ligt bij de straten Am Riederbruch en Am Erlenbruch.